# Охотники за головой
«Охотники за головой» (англ. Headhunters) — 3 серия 1 сезона мультсериала «Гравити Фолз».

## Сюжет
Во время того, как Диппер и Мэйбл смотрят сериал про Утка-тива приходит Зус и говорит, что нашёл потайную дверь за обоями. За ней находится тайный музей восковых фигур. По словам Стэна, раньше он был очень популярным, но потом он его забросил. Одна из фигура растаяла из-за того, что кто-то поставил её на солнце. Мэйбл успокаивает дядю и говорит ему, что сделает новую.
После того, как восковая фигура была сделана, Стэн вновь открывает музей. На празднике собирается весь город, хотя пришедшие были подкуплены обещанием получить бесплатную пиццу. Мэйбл произносит речь, потом приглашённые узнают, что обещанной ранее бесплатной пиццы они не получат, и, разозлившись, уходят. Это не расстраивает Стэна, ведь он до сих пор под впечатлением от своего воскового двойника и таланта своей племянницы.
Но его радость длится недолго — кто-то отрезает восковой фигуре голову и похищает её. Полиция не может ничего сделать. Диппер предлагает свою помощь, но полицейские лишь смеются над ним. Диппер и Мэйбл начинают своё расследование. Они находят на месте преступления следы и топор. Подозрения падают на дровосека Дэна. У него есть мотив — он был в ярости, когда не получил свою пиццу.
Диппер и Мэйбл направляются в клуб байкеров, где часто бывает Дэн. Но там они узнают, что этот топор для левшей, а дровосек — правша, и просто не смог бы им пользоваться. Близнецы ищут левшей. Последний подозреваемый — репортёр газеты «Сплетник Гравити Фолз» — Тоби Решительный. Как думает Диппер, на открытии музея восковых фигур Тоби надеялся собрать материалы для прекрасного репортажа, но ничего не получилось, и он решил самостоятельно создать другой сенсационный материал...
Он левша, а также у него дырявый ботинок, следы которого были видны на месте преступления. Но у Тоби есть алиби на ночь, когда произошло преступление. На топоре нет отпечатков пальцев, поэтому проверить Тоби невозможно.
Начинаются похороны воскового Стэна. Стэн произносит речь и, расчувствовавшись, убегает в слезах. Потом Диппер и Мэйбл обнаруживают, что у всех восковых фигур дырки в ботинках, а также у них отсутствуют отпечатки пальцев. Оказывается, что восковые фигуры живые. Стэн купил эти проклятые восковые фигуры много лет назад на распродаже. Днём они стояли в музее, а ночью оживали. Когда Стэн прикрыл музей, фигуры обиделись и ждали десять лет, чтобы отомстить. Они хотели убить настоящего Стэна, но ошиблись, и «убили» его восковую копию, отрубив "Поддельному Стэну" его голову. А теперь они собираются расправиться с Диппером и Мэйбл, ведь они узнали их секрет.
Диппер и Мэйбл побеждают фигуры с помощью свечек и камина, а фигуру Шерлока Холмса Диппер выманил на улицу, и того растопило солнцем. Диппер достаёт голову воскового Стэна и отдаёт её Стэну, когда тот приходит. Затем рядом с Хижиной Чудес остановился полицейский автомобиль с шерифом Блабсом и заместителем Дурландом. Блабс спокойно начинает пить свой утренний кофе, но Диппер показывает ему голову воскового Стэна, и он выплёвывает кофе на заместителя, а тот на шерифа. Единственные оставшиеся проблемы в том, что гостиная Стэна оказалась полностью разгромленной, а восковую голову Ларри Кинга Мэйбл забывает бросить в камин, и она остаётся жить в вентиляции.

## Вещание
В ночь премьеры этот эпизод посмотрели 2,710 миллиона зрителей.

## Отзывы критиков
Обозреватель развлекательного веб-сайта The A.V. Club Аласдер Уилкинс поставил эпизоду оценку «B», отметив, что данный эпизод является необычным для мультсериала, так как паранормальные явления избегаются до самого конца эпизода, в отличие от предыдущих серий: «Headhunters стоит в стороне от других, потому что кажется, что сериал просто рассказывает простую историю убийства-загадки, хотя и с восковой фигурой жертвы. Конечно, есть определённая логика в том, чтобы сдерживаться от полного безумия, пока персонажи и зрители не получат шанс освоиться, даже если это означает, что некоторые из предыдущих эпизодов немного неуверенно относятся к предпосылкам сериала. Даже если в других областях эпизод немного не дотягивает, то он является самым смешным из всех, что были сняты на момент написания рецензии. Последовательность действий в байкерском баре полна отличных моментов, а совершенно неубедительные поддельные удостоверения Мэйбл особенно выделяются».
Также критик отметил, что «восковая армия с восковым Шерлоком Холмсом, озвученным Джоном Оливером, и восковыми версиями Ларри Кинга и Кулио, озвученными их реальными, не восковыми аналогами, определённо попадают список понравившихся ему вещей. Это не тот эпизод, который доказывает величие мультсериала, но это крепкий, очень смешной получасовой эпизод, в котором заложена большая часть мира и характеров персонажей, которая окупится в последующих сериях».